# پهلوانان صاحب بازوبند پهلوانی ایران

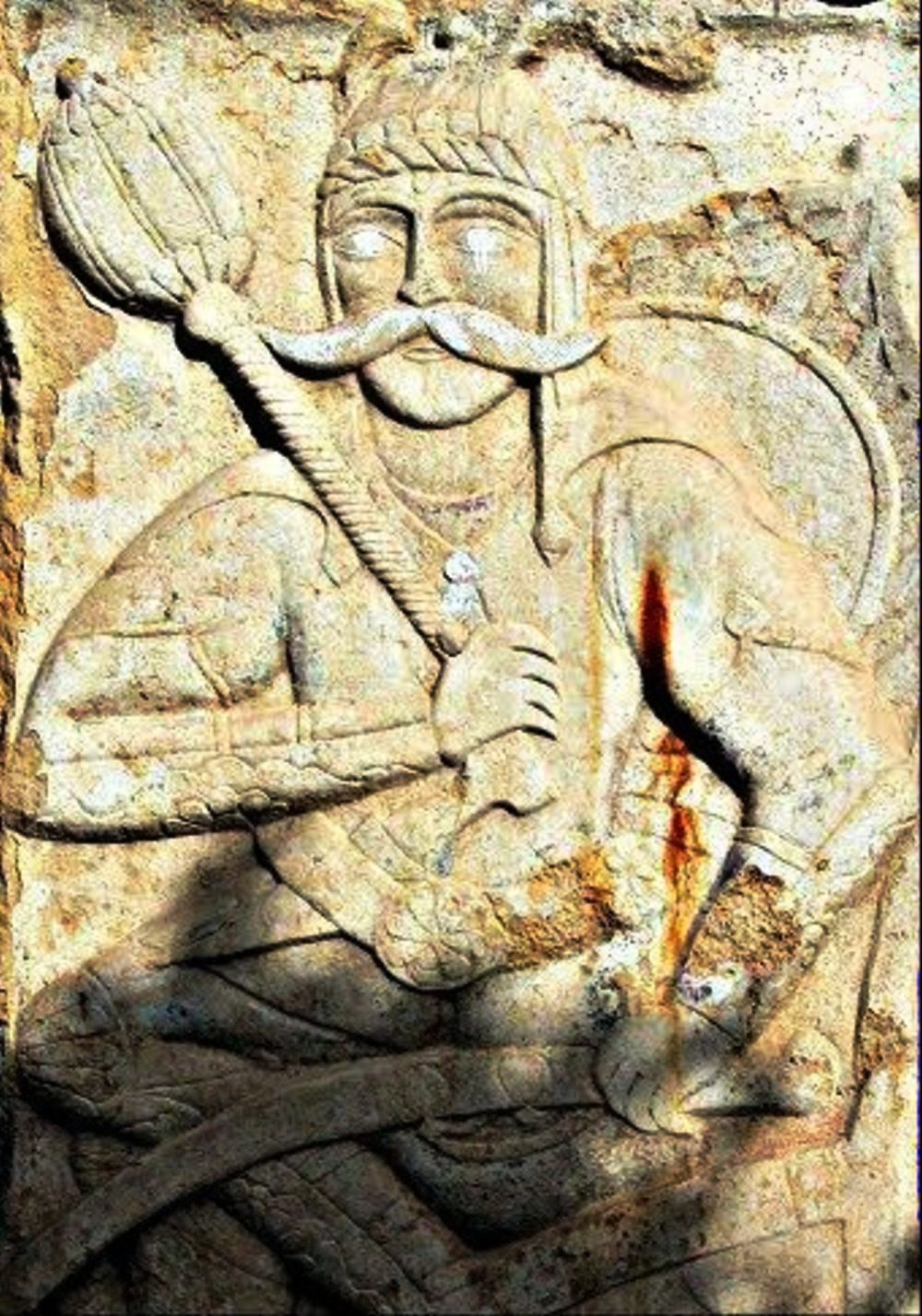
پهلوان موسی خمیس گرزدین وند، پهلوان ایران‌زمین در اوایل دورهٔ قاجاری و سردار سپاه ایران در نبرد با امپراتوری عثمانی با لقب «پهلوان گرزدین‌وند»

ابراهیم حلاج یزدی، پهلوان ایران‌زمین در دورهٔ ناصرالدین‌شاه قاجار

پهلوان سید علی، پهلوان ایران‌زمین در دورهٔ رضاشاه.

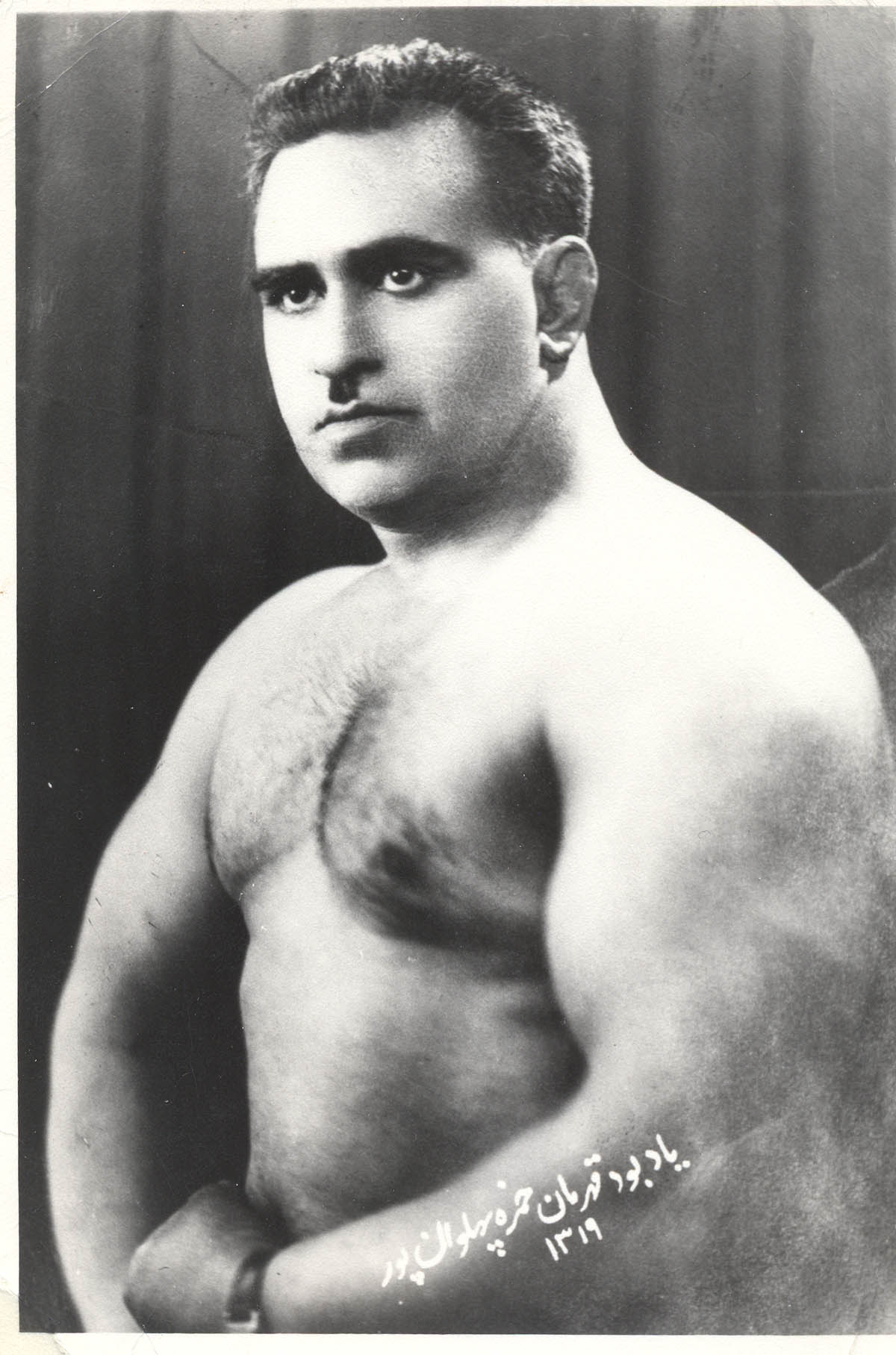
پهلوان حمزه پهلوان‌پور سال ۱۳۱۹

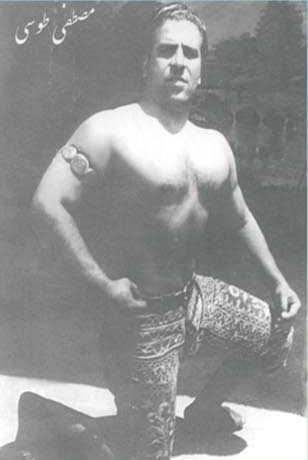
مصطفی طوسی، دارندهٔ سه عنوان پهلوانی (۱۳۲۳–۱۳۲۵)

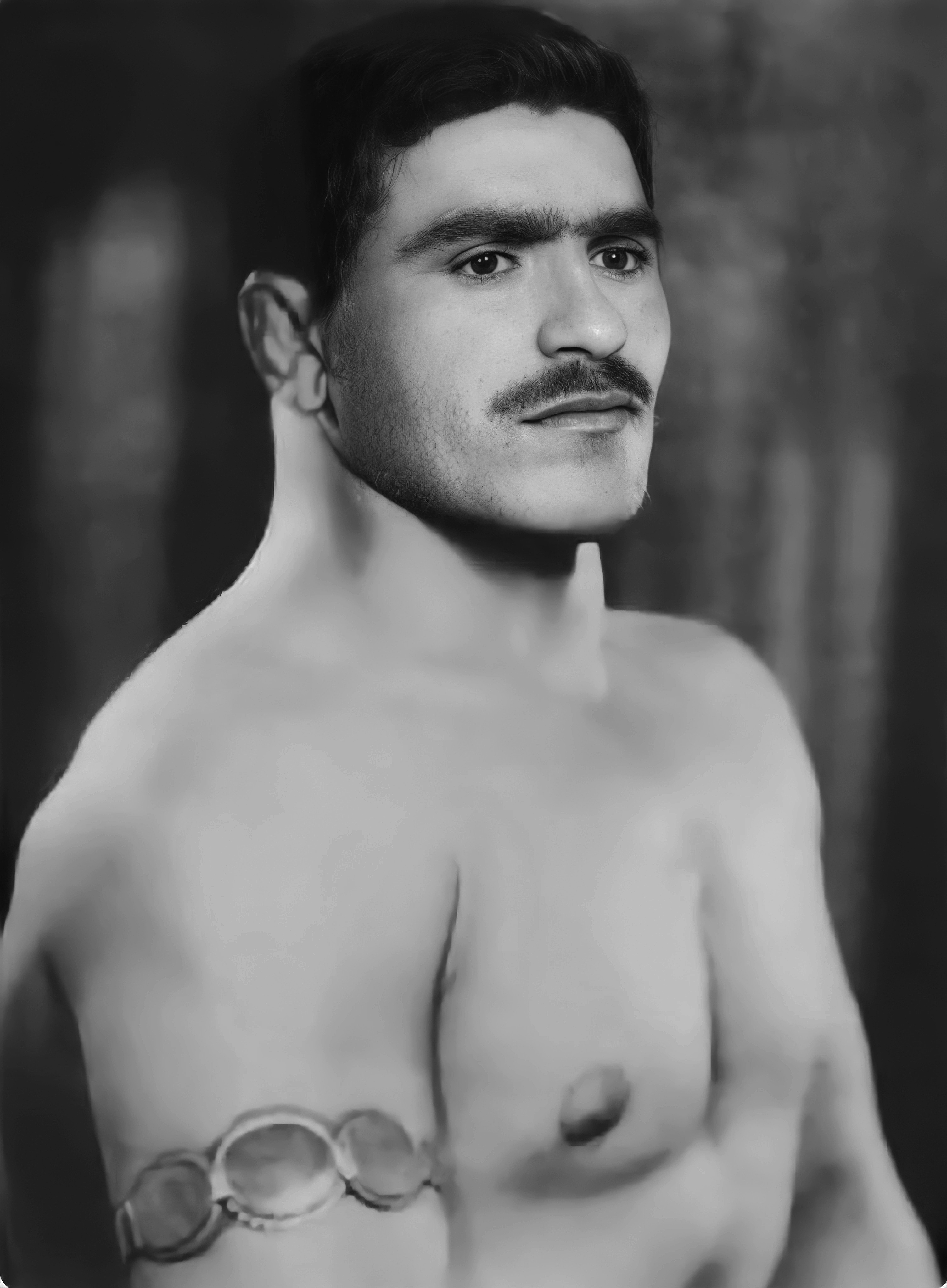
پهلوان احمد وفادار دارندهٔ سه عنوان پهلوانی (۱۳۲۹–۱۳۳۱) با لقب «پهلوان ابدی ایران»

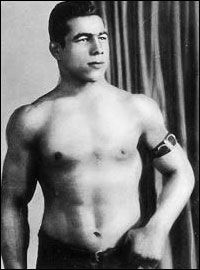
غلامرضا تختی، دارندهٔ سه عنوان پهلوانی (۱۳۳۸–۱۳۳۶) با لقب «جهان‌پهلوان»

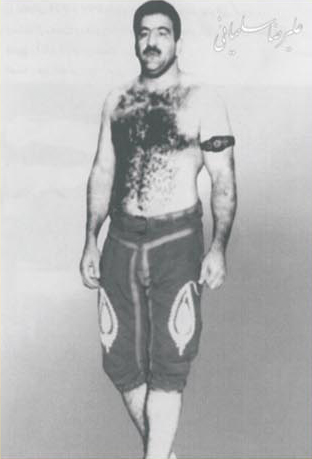
علیرضا سلیمانی دارندهٔ بیشترین عنوان پهلوانی؛ شش عنوان پهلوانی (۱۳۵۸٬۱۳۶۱–۶۲, ۱۳۶۴–۶۵, ۱۳۶۹) با لقب «پهلوان‌باشی»

رقابت‌های کشتی پهلوانی ایران برای شناختن پهلوانِ ایران، رقابت‌های ورزشی است که هر ساله در ایران برگزار می‌شود و در آن ورزشکاران از سراسر ایران برای دستیابی به بازوبند در آن شرکت می‌جویند. اگر چه این رقابت‌ها ریشه‌های باستانی دارد، چارچوب نوین آن از سال ۱۳۲۳ (۱۹۴۴) برگزار شده است. برندهٔ این رقابت‌ها پهلوان نامیده می‌شود و دارندهٔ بازوبند پهلوانی می‌شود.

## دیرینگی فرهنگ کشتی در ایران
ورزش و انجام حرکات پهلوانی جزو فعالیت‌های روزانهٔ ایرانیان در دوران باستان بوده است. جامعهٔ آن روزگار ارج ویژه‌ای به ورزشکاران خود می‌نهادند و آنان با داشتن نیروی بدنی و دلاوری در هنگام نیاز برای دفاع از خانواده و سرزمین خود آمادهٔ جان‌فشانی بودند. همچنین پهلوانان جایگاهی ویژه در میانهٔ نبردها داشتند و گاه سرنوشت جنگ‌ها را هم رقم می‌زدند؛ بدین سان که پهلوان‌های دو سوی جنگ بدون درگیر شدن لشگرها و با یک رقابت پهلوانی سرنوشت جنگ را مشخص می‌کردند.
نام کشتی از کمربندی به نام کُستی گرفته شده که زرتشتیان به کمر خود می‌بستند و در برابر کانون آتش به نیایش می‌پرداختند. کشتی گرفتن به معنی کمر یکدیگر را گرفتن است. اصل آن در زبان پهلوی، کُستیک و در زبان فارسی دری گُشتی خوانده می‌شود. کستی را سه بار بر کمر می‌بستند که یادآور سه اصل زرتشت یعنی «گفتار نیک، کردار نیک و پندار نیک» بود.
جز منابع زرتشتی، نوشته‌های تاریخ‌نگاران یونانی و رومی و نیز شاهنامه فردوسی، نیز بر دیرینگی فرهنگ کشتی و پهلوانی در ایران اشاره کرده‌اند.

## آیین پهلوانی
راه یافتن داستان پهلوانان به ادبیات و فرهنگ ایران‌زمین، به وجود آمدن مرام‌نامه‌های نوشته یا نانوشته و جوانمردی‌ها و انتقال سینه به سینه و نسل به نسل ماجراهای پهلوانان در میان مردم ایران، نشانگر نقش ویژهٔ آنان در تاریخ ایران است.
در سدهٔ هشتم هجری، پوریای ولی پهلوان، عارف و شاعر نامی به آن را با فتوت و نوعی تصوف همراه نمود. در دوران صفوی و زندیان، کشتی پهلوانی دوران طلایی و پررونق خود را سپری کرد.

## دوران معاصر
در دوران قاجار ناصرالدین شاه شخصی به نام صاحب‌الدوله را مأمور گسترش کشتی پهلوانی کرد. مسابقه‌های کشتی تا سال ۱۳۱۸
به آیین کشتی پهلوانی برگزار می‌شد و از آن دوره به بعد فرهنگ نوین ورزشی پا گرفت و باشگاه‌ها راه‌اندازی شدند. در سال ۱۳۲۳ و با پیشنهاد انجمن ملی تربیت‌بدنی، برگزاری رقابت‌های کشتی پهلوانی را به شکلی رسمی تصویب شد تا هر سال پهلوان ایران از این رقابت‌ها شناخته شود و بازوبند پهلوانی را به صورت امانت برای یک سال پیش خود داشته باشد و چنانچه این قهرمانی را در سه سال پیاپی تکرار کرد دارنده همیشگی بازوبند پهلوانی شود. پهلوان علی اکبری از پهلوانان کرمانشاه است.

## پیش از رسمی‌شدن مسابقات
پهلوانان ایران از سدهٔ هفتم هجری تا پیش از رسمی شدن:
- پهلوان فیله همدانی (سدهٔ هفتم هجری)
- پهلوان محمودبن ولی‌الدین خوارزمی (پوریای ولی)، (سدهٔ هشتم)
- پهلوان محمد ابوسعید (سدهٔ نهم)
- پهلوان نداقی عراقی اصفهانی (سدهٔ دهم)
- پهلوان بیک قمری (سدهٔ دهم)
- پهلوان میرزابیک کاشی (سدهٔ یازدهم)
- پهلوان کبیر اصفهانی (سدهٔ یازدهم)
- پهلوان حمزه علی پهلوان‌پور (سدهٔ سیزدهم)
- پهلوان موسی خمیس گرزدین وند (اوایل سدهٔ سیزدهم)[۸][۹][۱۰][۱۱][۱۲]
- پهلوان لندره دوز
- پهلوان عسگر یزدی
- پهلوان محمد مازار
- پهلوان ابراهیم حلاج یزدی (یزدی بزرگ)
- پهلوان سید علی
- پهلوان شعبان سیاه
- حاج‌حسن بدآفت
- پهلوان حاج‌نایب رضاقلی
- پهلوان حسین گلزار
- پهلوان اکبر خراسانی
- پهلوان صادق قمی
- پهلوان محمد عبدل یزدی
- پهلوان ابوالقاسم قمی
- پهلوان سیدعلی حق‌شناس کمیاب
- پهلوان محمدصادق بلورفروش
- پهلوان سید حسن رزاز معروف به شجاعت (سدهٔ سیزدهم به بعد)
- پهلوان قاسم غفاری (ملقب به قاسم کوتول)[۱۳]
- پهلوان حمزه علی پهلوان‌پور پهلوان اول دودمان پهلوی و دریافت بازو بند پهلوانی از هر دو پادشاه ایران رضاشاه و محمدرضا پهلوی.

## مسابقات رسمی
پهلوانان صاحب بازوبند پهلوانی ایران پس از رسمی شدن مسابقات پهلوانی: از سال ۱۳۲۳ خورشیدی
1. پهلوان مصطفی طوسی (۱۳۲۳، ۱۳۲۴ و ۱۳۲۵)؛ اولین بازوبند پهلوانی را در رقابت‌های رسمی، پهلوان مصطفی طوسی پس از سه بار برتری در مسابقه‌های کشتی پهلوانی و به‌دست آوردن عنوان پهلوانی در سال‌های ۱۳۲۳، ۱۳۲۴ و ۱۳۲۵ برای همیشه به نام خود ثبت کرد. در سال ۱۳۲۴ رقابت نهایی کشتی پهلوانی بین پهلوان طوسی و پهلوان ابوالقاسم سخدری، دو روز به طول انجامید.[نیازمند منبع]
2. پهلوان ضیاءالدین میرقوامی (۱۳۲۶)؛ در اردیبهشت ماه ۱۳۲۶ و در رقابت‌هایی که بدون حضور مصطفی طوسی برگزار شد، ضیاءالدین میرقوامی توانست عنوان پهلوانی را آن خود کند.
3. پهلوان ابوالقاسم سخدری (۱۳۲۷)؛ پهلوان نامدار خراسان در سال‌های۱۳۲۳ و ۱۳۲۴ در رقابتی پرشور و نزدیک، قافیه را به پهلوان طوسی باخته بود اما در نهایت ابوالقاسم سخدری توانست عنوان پهلوانی ایران در سال ۱۳۲۷ را به نام خود ثبت کند و صاحب بازوبند پهلوانی شود.
4. جهان پهلوان عباس زندی (۱۳۲۸، ۱۳۳۲، ۱۳۳۳ و ۱۳۳۴)؛ پهلوان عباس زندی، جوان‌ترین یل پایتخت است. او در سال ۱۳۲۸ و در سن ۱۸ سالگی صاحب بازوبند پهلوانی ایران شد. زندی در ۱۷ سالگی به عضویت تیم ملی کشتی آزاد ایران درآمد و در رقابت‌های جهانی۱۹۵۴ به مدال طلا رسید. او در سال‌های ۱۳۳۲ تا ۱۳۳۴ سه بار دیگر پهلوان پایتخت لقب گرفت.
5. جهان پهلوان احمد وفادار (۱۳۲۹، ۱۳۳۰ و ۱۳۳۱)؛ چوخه‌کار نامدار خراسان، سه‌سال متوالی پهلوان کشور لقب گرفت تا برای همیشه صاحب بازوبند پهلوانی شود. پهلوان احمد وفادار سال‌ها در سنگین‌وزن یکه‌تاز رقابت‌های کشتی آزاد قهرمانی کشور و در رقابت‌های مختلف جهان و المپیک عضو تیم ملی کشتی آزاد ایران بود.
6. پهلوان محمد ابراهیم مفیدی (۱۳۳۵)؛ پهلوان با اخلاق اهل شمیران محمد ابراهیم مفیدی در تنها سال حضورش در مسابقات با غلبه بر حریفان توانست عنوان پهلوانی ایران را به خود اختصاص دهد.
7. جهان‌پهلوان غلامرضا تختی (۱۳۳۶، ۱۳۳۷ و ۱۳۳۸)؛ «جهان‌پهلوان» لقب رستم، پهلوان افسانه‌ای در شاهنامه به غلامرضا تختی نیز اعطا شده است. تختی سه سال متوالی صاحب بازوبند پهلوانی شد تا در کنار ۷ مدال طلا و نقره‌ای که در المپیک‌ها و مسابقه‌های جهانی کشتی گرفت، به اسطوره‌ای بی‌بدیل در ورزش ایران تبدیل شود.
8. پهلوان یعقوبعلی شورورزی (۱۳۴۰)؛ یلی دیگر از خطهٔ پهلوان‌پرور خراسان که توانست عنوان پهلوانی ایران را به نام خود ثبت کند. پهلوان یعقوبعلی شورورزی در سال ۱۳۴۰ فاتح رقابت‌های کشتی پهلوانی شد. این رقابت‌ها در سال ۱۳۳۹ برگزار نشد.
9. منصور مهدی‌زاده (۱۳۴۱ و ۱۳۴۴)؛ در مسابقه‌ای که قضاوت آن را پهلوان عباس زندی بر عهده داشت، منصور مهدی‌زاده توانست با غلبه بر عزیز کیانی صاحب بازوبند پهلوانی در سال ۱۳۴۱ شود. دارندهٔ دو مدال طلای کشتی آزاد جهان، در سال ۱۳۴۴ نیز برای دومین بار بر قلهٔ کشتی پهلوانی ایران ایستاد.
10. رضا سوخته‌سرایی (۱۳۵۴)؛ پهلوان مازندرانی کشتی ایران و دارندهٔ دو مدال نقرهٔ کشتی آزاد جهان، روز ۴ آبان سال ۱۳۵۴، این لقب را گرفت. رضاسوخته‌سرایی در فینال بر علیرضا سلیمانی فائق آمد و صاحب بازوبند پهلوانی شد.
11. پهلوان‌باشی علیرضا سلیمانی (۱۳۵۸، ۱۳۶۱، ۱۳۶۲، ۱۳۶۴، ۱۳۶۵ و ۱۳۶۹)؛ پهلوان علیرضا سلیمانی، با ۶ عنوان پهلوانی ایران، پرافتخارترین پهلوان این رقابت‌ها به حساب می‌آید؛ افتخاری که باعث شد سلیمانی به واسطه آن به داشتن لقب پهلوان‌باشی، مفتخر شود.
12. پهلوان محمدحسن محبی (۱۳۶۳ و ۱۳۶۷)؛ عنوان پهلوانی پیش از این بیشتر به ورزشکاران تهران و خراسان تعلق یافته بود تا آن‌که ورزشکاری از خطهٔ کرمانشاه، خودنمایی کرد. محمدحسن محبی در سال‌های ۱۳۶۳ و ۶۷ مدعیان را کنار زد و صاحب بازوبند پهلوانی شد.
13. پهلوان محمدرضا توپچی (۱۳۶۶ و ۱۳۶۸)؛ محمدرضا توپچی بارها به دیدار نهایی رقابت‌های کشتی پهلوانی راه یافته و عنوان نایب‌پهلوانی را به‌دست آورده بود. توپچی بالاخره توانست در رقابت‌های کشتی پهلوانی سال‌های ۱۳۶۶ و ۱۳۶۸ با غلبه بر تمام مدعیان، پهلوان ایران لقب گیرد.
14. پهلوان مجید انصاری (۱۳۷۰)؛ رغبت نداشتن کشتی‌گیران نامدار و ملی‌پوش برای حضور در رقابت‌های کشتی پهلوانی هر چند باعث نشد تا این رقابت‌ها به تعطیلی کشیده شود اما از شور و هیجان آن به شکل چشم‌گیری کاست. در سال ۱۳۷۰ مجید انصاری توانست عنوان پهلوانی ایران را به‌دست‌آورد.
15. پهلوان ایوب بنی‌نصرت (۱۳۷۱ و ۱۳۷۲)؛ این‌بار نوبت کشتی‌گیری از آذربایجان بود تا عنوان پهلوانی ایران را از آن خود کند. ایوب بنی‌نصرت عضو تیم ملی کشتی آزاد توانست دو سال متوالی، بازوبند پهلوانی را به بازو ببندد.
16. پهلوان محمود میران (۱۳۷۳ تا ۱۳۷۶)؛ آشنایی محمود میران با کشتی، با چوخه و فنون لنگ باعث شد تا ملی‌پوش جودوی ایران عملکرد درخشانی در رقابت‌های کشتی پهلوانی داشته باشد و چهار سال متوالی، عنوان پهلوان ایران را به‌دست‌آورد.
17. پهلوان حمید قشنگ (۱۳۷۷، ۱۳۷۸ و ۱۳۸۱)؛ کشتی‌گیری دیگر از خراسان در رقابت‌های کشتی پهلوانی درخشید. حمید قشنگ در اجرای فنون لنگ مهارت داشت و با قامت و دست و پاهای کشیده‌اش، یک دردسر واقعی برای دیگر مدعیان به حساب می‌آمد.
18. پهلوان محمود محمدی (۱۳۷۹)؛ بازوان پرتوان محمود محمدی ۱۹ ساله باعث شد تا بازوبند پهلوانی سال ۱۳۷۹ بر بازوی او بسته شود. محمود محمدی در رقابت‌های کشتی جوانان آسیا و جهان نیز توانسته بود به مقام قهرمانی برسد.
19. امین رشید لمیر (۱۳۸۰ و ۱۳۸۷)؛ باز هم پهلوانی به مردی از خراسان رسید تا این‌بار امین رشید لمیر که دلاوری و پهلوانی را از پدربزرگش[۱۴] پهلوان یعقوبعلی شورورزی به یادگار گرفته بود، پهلوان ایران لقب بگیرد.
20. عبدالرضا کارگر (۱۳۸۲ و ۱۳۸۳)؛ یک لنگ‌کار قهار، بار دیگر توانست افتخار پهلوانی ایران را به نام خراسان ثبت کند؛ عبدالرضا کارگر که در رقابت‌های جوانان جهان صاحب مدال طلا شده بود، در کشتی پهلوانی توانایی‌هایش را به نمایش گذاشت و دو سال متوالی صاحب بازوبند شد.
21. شاهرخ صداقتی‌زاده (۱۳۸۵)؛ تبحر شاهرخ صداقتی‌زاده در کشتی‌های محلی باعث شد تا این کشتی‌گیر نه‌چندان مطرح وزن ۹۶ کیلوگرم اهل مازندران در رقابت‌های کشتی پهلوانی بدرخشد و پهلوان سال ۱۳۸۵ ایران خوانده شود.
22. فردین معصومی (۱۳۸۶)؛ «گیله‌مرد» کشتی ایران بارها در کشتی گیله‌مردی حریفان را شکست داده بود. ملی‌پوش کشتی آزاد ایران در رقابت‌های کشتی پهلوانی سال ۱۳۸۶ همهٔ حریفان را از پیشِ رو برداشت تا نام پهلوان ایران در این سال فردین معصومی ثبت شود.
23. آرش مردانی (۱۳۸۸، ۱۳۸۹، ۱۳۹۰)
24. پهلوان‌باشی جابر صادق‌زاده (۱۳۹۱، ۱۳۹۴، ۱۳۹۵، ۱۳۹۶، ۱۳۹۷، ۱۳۹۸ و ۱۴۰۰)
25. احمد میرزاپور (۱۳۹۲)
26. پرویز هادی (۱۳۹۳)؛ پرویز هادی که قهرمان کشتی آزاد سنگین‌وزن بازی‌های آسیایی از استان آذربایجان شرقی بود، موفق شد در سال ۱۳۹۳ عنوان پهلوانی ایران را کسب کند.[۱۵]